# Columnea lanata
Columnea lanata är en tvåhjärtbladig växtart som först beskrevs av Berthold Carl Seemann, och fick sitt nu gällande namn av Carl Ernst Otto Kuntze. Columnea lanata ingår i släktet Columnea och familjen Gesneriaceae. Inga underarter finns listade i Catalogue of Life.